# Vipers (groupe armé)
Pour les articles homonymes, voir Vipers (homonymie).
Les Vipers sont un groupe armé séparatiste actif dans le département du Mezam de la région du Nord-Ouest du Cameroun. Décrit comme un groupe d'autodéfense local, il coopère avec les Forces de défense de l'Ambazonie (FDA) et les Forces de défense du Cameroun méridional (FDCM).

## Histoire
Le groupe est fondé au début de la crise anglophone au Cameroun et, en décembre 2017, il compte entre 10 et 30 hommes. Les Vipers revendiquent l'incendie de bâtiments publics. En mai 2018, ils sont accusés d'avoir incendié un centre d'examen à Bamenda. Fin 2023, le groupe est décrit comme étant toujours actif.